# Komplette Androgenresistenz
Komplette Androgenresistenz oder Goldberg-Maxwell-Morris-Syndrom, englisch: Complete Androgen Insensitivity Syndrome bzw. kurz CAIS, ist die heute wohl treffendste Bezeichnung für einen genetisch bedingten Rezeptordefekt der Zielzellen für Testosteron sowie einen dadurch bedingten weiblichen Phänotyp und ein weibliches soziales Geschlecht bei männlichem Geschlechtschromosomenmuster (Karyotyp: 46, XY). Es existieren Befürchtungen, dass phänotypisch ähnliche Krankheitsbilder auch durch endokrine Disruptoren (Xenohormone) wie beispielsweise Bisphenol A ausgelöst werden könnten.
Teilweise wird das Erscheinungsbild auch mit den Begriffen testikuläre Feminisierung, Hairless woman syndrome (engl.; wörtlich: „Haarlose-Frau-Syndrom“) oder Pseudohermaphroditismus masculinus internus (lat.) bezeichnet, welche den Betroffenen in der Regel allerdings unangenehm sind.

Der ebenfalls für das Krankheitsbild gebräuchliche Begriff XY-Frau ist missverständlich, da er neben den oben genannten auch noch andere Ursachen eines weiblichen Erscheinungsbildes bei männlichem Karyotyp beinhalten kann.
Die Häufigkeit einer kompletten Androgenresistenz liegt bei zirka 1:20.000. Die Vererbung erfolgt x-chromosomal rezessiv.

## Entwicklung
Zwar sind die zunächst noch im Körperinneren gelegenen Gonaden zu Hoden differenziert, aber durch die periphere Testosteronresistenz (das Testosteron muss an Androgenrezeptoren binden, diese reagieren jedoch nicht ausreichend) wird die von einer ungestörten Testosteronwirkung abhängige weitere Differenzierung zu einem männlichen Phänotyp unterbrochen und stattdessen die Ausbildung des pseudo-weiblichen Phänotyps (bei weiterhin bestehenbleibenden männlichem Genotyp) verfolgt. Somit kann sich auch kein männliches äußeres Genital entwickeln und der Hoden verbleibt in der Folge im Körperinneren bzw. kann sich maximal in die Gegend der Leiste bzw. der großen Schamlippen senken. Auch deshalb wird, die primäre Folge des Gendefekts berücksichtigend, heute besser von einer kompletten Androgenresistenz (CAIS) gesprochen.
Bei der Geburt weist in der Regel nichts darauf hin, dass es sich bei dem Neugeborenen nicht um ein normal entwickeltes Mädchen handelt. Von einer inkompletten Androgenresistenz (PAIS und MAIS = partielle bzw. minimale Androgenresistenz) unterscheidet sich die komplette Androgenresistenz (CAIS) somit vor allem bezüglich der Entwicklung des sozialen Geschlechts, so dass ein gesonderter Beitrag gerechtfertigt ist.
Die nicht-Androgen-abhängigen Schritte der Sexualdifferenzierung sind weiter möglich: Das in den Sertoli-Zellen der embryonalen Hoden gebildete Anti-Müller-Hormon (AMH) bewirkt eine Rückbildung der zunächst bei beiden Geschlechtern vorhandenen Müller-Gänge, die wiederum die Anlagen für Gebärmutter und Eileiter darstellen, so dass diese Organe nicht ausgebildet werden. Nachdem die Anlage des oberen Drittels der Vagina ebenfalls aus den Müller-Gängen stammt, ist diese in der Regel verkürzt und endet blind, da sie auch keine Cervix umfassen kann. In einzelnen Fällen kann sie aus Gründen, die bislang nicht genau verstanden werden, sogar bei Geschwistern mit kompletter Androgenresistenz erhebliche Längenunterschiede aufweisen bzw. so verkürzt sein, dass in Extremfällen später ein chirurgischer Vaginalaufbau notwendig ist, um einen befriedigenden Geschlechtsverkehr ermöglichen zu können. Abgesehen davon ist die weibliche Entwicklung ungestört. Die betroffenen Personen entwickeln sich äußerlich weiblich. Inwieweit alle Organe androgenresistent sind, ist noch nicht wissenschaftlich belegt. Die Intelligenz ist durchschnittlich (bis überdurchschnittlich). Zudem liegt die Körpergröße oftmals über dem Durchschnitt.
Es besteht ein hypergonadotroper Hypergonadismus, was bedeutet, dass sowohl die aus dem Hypophysenvorderlappen stammenden Gonadotropine (LH/FSH) als auch der Testosteronspiegel erhöht sind. Normalerweise hemmt ein erhöhter Testosteronspiegel die Ausschüttung der Gonadotropine (negativer Feedback-Mechanismus). Der Rezeptordefekt verhindert dies.
Mit Eintritt der Pubertät fallen fehlende Achsel- und Schambehaarung und das Ausbleiben der Menarche (der ersten Monatsblutung) auf. Da bei xy-chromosomalen Menschen kein Uterus angelegt wird (Ausnahme xy-chromonales Swyer-Syndrom, aufgrund des fehlenden SRY), besteht immer eine primäre Amenorrhoe. Weniger augenfällig, dafür nicht weniger typisch ist, dass Menschen mit einer kompletten Androgenresistenz keine Akne entwickeln.

## Diagnose
In der Kindheit wird die Diagnose in der Regel aufgrund eines Knotens oder einer Vorwölbung in den äußeren Vulvalippen oder der Leiste gestellt, bei der es sich um einen Hodenhochstand (Leistenhoden) oder eine Leistenhernie und einen im Bruchsack anzufindenden Hoden handelt. In bzw. nach der Pubertät führen eine ausbleibende Sekundärbehaarung, die fehlende Menstruation (da keine Gebärmutter vorhanden ist) oder auch ein unerfüllter Kinderwunsch zur Abklärung, wobei die Verdachtsdiagnose mittels Ultraschall erfolgt. Zur Diagnosesicherung erfolgt eine Blutabnahme zum Erstellen eines Karyogramm (CAIS verfügen über einen XY-Chromosomensatz ebenso wie PAIS und MAIS).

## Therapie
Eine kausale (also auf den Gendefekt bezogene) Therapie besteht nicht. Eventuell wird mit Östrogenen die körperliche Entwicklung unterstützt, häufig werden aber Östrogene zur Ermöglichung der weiteren sexuellen Entwicklung mit Beginn der Pubertät eingesetzt, wenn die Hoden bei früher Diagnose schon vor der Pubertät entfernt wurden. Letzteres sollte nach Meinung einiger Ärzte vor dem 20. Lebensjahr geschehen, da die Hoden im Bauchraum einer relativ zu hohen Umgebungstemperatur ausgesetzt sind und damit für sie eine erhöhte Entartungsgefahr von etwa 25 % besteht.
Neue Studien haben für CAIS Menschen eine Entartungsgefahr der Gonaden von 2 % ergeben, auch wenn diese im Bauchraum verbleiben.
Der Körper eines Menschen mit CAIS ist in der Lage, aus dem Hormon der eigenen Hoden die nötigen Stoffe für eine entsprechende körperliche und seelische Entwicklung und Erhaltung zu bilden. Dafür spricht, dass Menschen mit CAIS, obwohl sie wegen fehlender Gebärmutter und Hoden statt Eierstöcken keine Menstruation bekommen, dennoch einen erwachsenen äußerlich weiblichen Körper und Brustwachstum besitzen. Große Mengen Östrogen sind diesem Körper dagegen fremd. Dennoch sollte die Indikation einer Orchiektomie bei einem Maldescensus testis erwogen werden, da ein potenzielles Dysplasierisiko der Hoden besteht. Die anschließende Gabe von Estradiol senkt zudem das Osteoporoserisiko, hat einen protektiven Effekt für die Haut und die Haare und fördert das weibliche Erscheinungsbild. Eine Hormonersatztherapie mit Testosteron ist nicht zugelassen, kann aber dem Patienten mit CAIS eine an seine ursprünglichen körperlichen Voraussetzungen angepasste Versorgung mit Testosteronen zur Verfügung stellen.